# Edward Habich
Edward Habich (auch Georg Eduard Habich, George Edward Habich, * 7. Juli 1818 in Veckerhagen bei Kassel; † 12. September 1898 in Kassel) war ein deutscher Bierbrauer, Kunstsammler und Mäzen.

## Leben
Edward Habich, geboren im Ortsteil Veckerhagen der heutigen Gemeinde Reinhardshagen in der Nähe von Kassel als Mitglied der Eigentümerfamilie der Farbenfabrik G. E. Habich’s Söhne, war zunächst in Frankfurt am Main als Weinhändler tätig. Anschließend ging er 1840 nach Paris,  1845 in die USA. Unternehmerisch erfolgreich war er als Bierbrauer in Boston.

## Kunstsammler und Mäzen

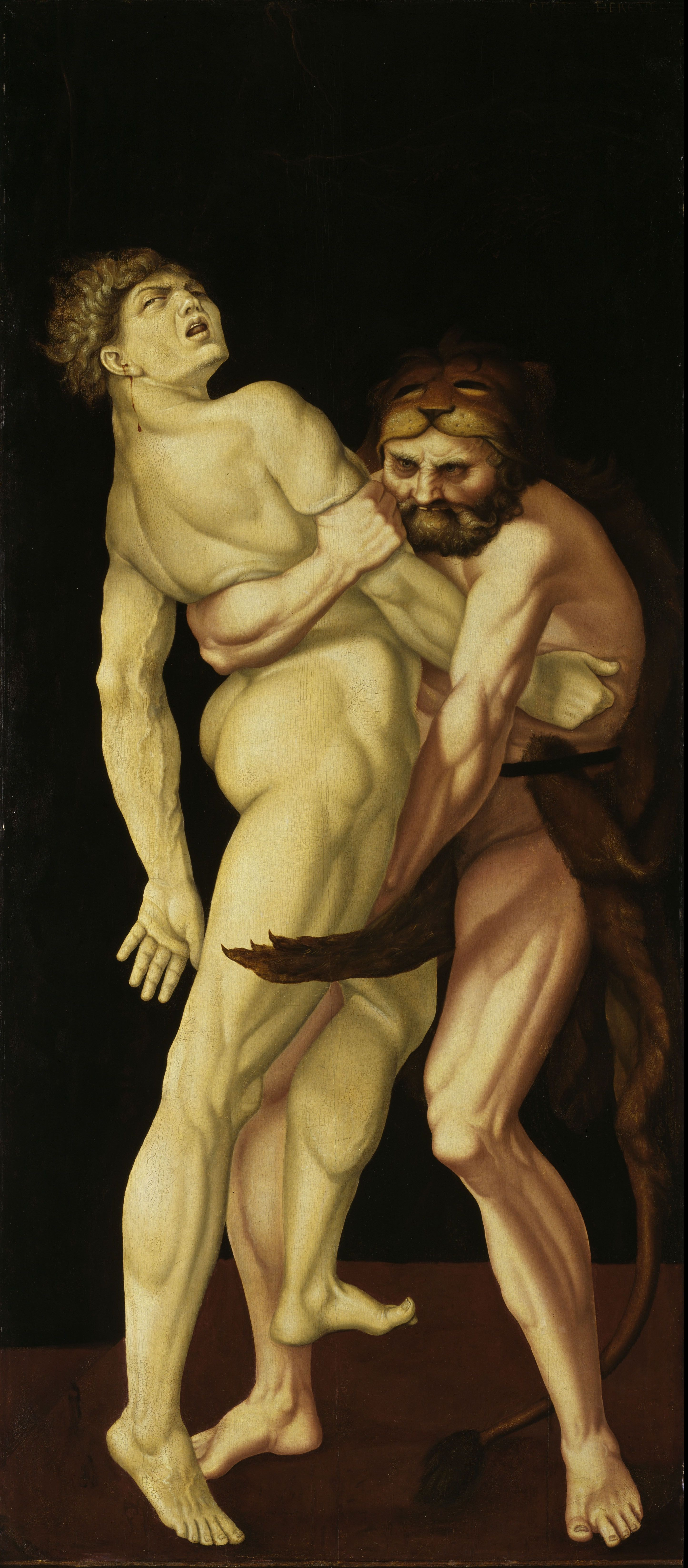
Hans Baldung: Herkules und Antäus (1531)

Habich begann nach seiner Rückkehr aus den USA um 1878 in Kassel mit dem Aufbau einer Kunstsammlung. 1892 stellte er 410 Reproduktionen von den bedeutendsten Stichen alter Meister dem Kunstverein für Kurhessen für eine Ausstellung zur Verfügung. Das Gemälde der Spätrenaissance Herkules und Antäus schenkte er der Gemäldegalerie Alter Meister in Kassel. Im selben Jahr wurde seine umfangreiche Gemäldesammlung versteigert, 1899 seine Sammlung von Zeichnungen, 1901 seine Kunstgewerbesammlung.